# Chef de réseau
Pour plus de détails, voir Fiche technique et Distribution.
Chef de réseau (The Two-Headed Spy) est un film d'espionnage britannique réalisé par André de Toth, sorti en 1958.
Le film suit le général allemand Alex Schottland qui est en fait un agent britannique vivant en Allemagne depuis peu après la fin de la Première Guerre mondiale, qui  fait passer des informations sur la situation du pays.

## Synopsis
En 1939, Alex Schottland, un colonel chargé du ravitaillement dans l'armée allemande, est en fait un agent secret britannique en poste en Allemagne depuis la fin de la Première Guerre mondiale. Lassé de son rôle d'espion, il est poussé à continuer par son ami et collègue agent britannique, Cornaz, qui se fait passer pour un antiquaire.
En 1941, Schottland transmet des informations selon lesquelles l'Allemagne est sur le point d'envahir l'Union soviétique. Le capitaine Reinisch, un agent de la Gestapo et l'assistant méfiant de Schottland, découvrent que ce dernier a changé son nom d'origine, à consonnance anglaise. Cependant, ses supérieurs connaissent déjà le passé de Schottland et tournent en dérision l'hypothèse qu'il soit un traitre. Pour détourner les soupçons et renforcer son image de nazi loyal, Schottland affirme lors d'une réunion d'état-major que des défaitistes au sein du haut commandement allemand ont divulgué des informations militaires à l'ennemi. A l'issue de cette réunion, Ernst Kaltenbrunner, haut dignitaire du régime,lui confie lors d'un aparté partager son point de vue.
Cornaz est arrêté après l'interception de leur courrier destiné aux Britanniques. Schottland, en tant que client de la boutique d'antiquités, est convoqué au quartier général pour être interrogé. Là, il est forcé de regarder l'officier de la Gestapo Müller torturer Cornaz dans une scène où un tuyau d'incendie est utilisé pour faire pénétrer de l'eau dans les intestins de Cornaz. Cela le tue et il reste donc peu de preuves tangibles pour incriminer Schottland. Brièvement arrêté, le général est rapidement libéré grâce à l'intervention de Kaltenbrunner, convaincu de sa loyauté depuis que Schottland a porté atteinte à sa propre position en accusant de défaitisme certains membres de l'état-major général.
La remplaçante de Cornaz, qui transmet des informations militaires aux Britanniques, est la séduisante chanteuse Lili Geyr, que Schottland a déjà rencontré lors d'une réception. Bien qu'attirés l'un par l'autre, ils conviennent de ne pas s'impliquer émotionnellement, mais Schottland prétend avoir une liaison avec elle, ce qui lui fournit une couverture pour transmettre des informations, liaison qui contrarie Reinisch, lui-même amoureux de Geyr.
En 1944, Schottland souhaite transmettre des informations sur la tentative de percée des lignes alliées lors de la bataille des Ardennes, mais Geyr n'a plus les moyens de communiquer ces informations aux Britanniques. Lorsque Schottland reçoit l'ordre de partir au front, il quitte la route principale et tente de contacter les Alliés par le biais d'un émetteur radio, mais il est contraint de tirer sur un caporal qui l'interrompt. Schottland retourne à Berlin et, désormais incapable de transmettre des informations vitales, décide de saboter l'effort de guerre allemand en incitant Hitler à commettre des erreurs militaires stratégiques. Il y parvient en flattant la vanité du Führer et en le confortant dans sa perception erronée de la situation militaire.
Au début de 1945, alors que la guerre touche à sa fin, Schottland envoie Geyr passer du côté Alliés pour qu'après la guerre, ils se retrouvent à Londres et vivent ensemble. Mais Geyr est interceptée par Reinisch, qui l'a suivie et l'abat, mettant la main sur des preuves irréfutables de l'implication de Schottland dans la divulgation de secrets militaires. Reinisch
tente vainement de contacter ses supérieurs de la Gestapo, le réseau de communication étant en plein chaos. Il affronte finalement Schottland le lendemain matin au domicile de ce dernier. Ils se battent, luttent pour un pistolet abandonné et Schottland parvient à tuer Reinisch. Il demande alors une rencontre immédiate avec Hitler, où il dénonce des généraux allemands compétents pour défaitisme afin qu'ils soient relevés de leurs fonctions, et jette également la suspicion sur Müller, qui est donc également arrêté.
S'étant porté volontaire pour contacter un général disparu afin d'aider à la défense de Berlin, Schottland est conduit sur une autoroute. Alors que des ordres ont été donnés pour le poursuivre, il coupe à travers la forêt vers les lignes alliées. Des soldats camouflés le capturent. Il réalise qu'il s'agit de Britanniques et son visage se fend d'un sourire soulagé. La fin du film le montre après la guerre en uniforme d'officier britannique.

## Fiche technique
- Titre original : The Two-Headed Spy
- Titre français : Chef de réseau
- Réalisation : André de Toth
- Scénario : Michael Wilson, Alfred Lewis Levitt
- Direction artistique : Ivan King
- Costumes : Jack Dalmayne
- Photographie : Edward Scaife
- Son : Arthur Bradburn
- Montage : Raymond Poulton
- Musique : Gérard Schurmann
- Production : Hal E. Chester
- Production exécutive : Bill Kirby
- Société de production : Sabre Film Production
- Société de distribution : Columbia Pictures Corporation
- Pays d'origine :  Royaume-Uni
- Langue originale : anglais
- Format : Noir et blanc  — 35 mm — 1,75:1 — son mono
- Genre : Film d'espionnage
- Durée : 93 minutes
- Dates de sortie : 
  - Royaume-Uni : 17 novembre 1958
  - France : 6 mars 1959
- Affiche : Boris Grinsson (France)

## Distribution
- Jack Hawkins(VF : Paul-Emile Deiber)  : Général Alex Schottland / Alexander Scotland
- Gia Scala (VF : Nelly Benedetti) : Lili Geyr
- Erik Schumann (VF : André Falcon) : Lieutenant Reinisch
- Alexander Knox (VF : Jean-Henri Chambois) : Müller, officier de la Gestapo
- Felix Aylmer (VF : Serge Nadaud) : Cornaz
- Walter Hudd (en) VF : René Blancard) : Amiral Canaris
- Edward Underdown(VF : Andre Valmy)  : Kaltenbrunner
- Laurence Naismith (VF : Pierre Morin) : Général Hauser
- Geoffrey Bayldon : Dietz
- Kenneth Griffith : Adolf Hitler
- Robert Crewdson : agent de la Gestapo
- Michael Caine VF : Jean-Paul Coquelin) : agent de la Gestapo
- Harriette Johns (VF : Michele Montel) : Karen Corscher
- Martin Benson (VF : Roger Rudel) : Général Wagner
- Victor Woolf (VF : Maurice Nasil) : prêteur sur gage
- Richard Grey (VF : Jacques Berlioz) : Feldmarschal Keitel
- Ronald Hines : caporal allemand
- Donald Pleasence (VF : Fernand Fabre) : Général Hardt
- Deering Wells (VF : Emile Duard) : Merkel
- Peter Welch (VF : Henri Poirier) : le major de la Gestapo
- John Dunbar (VF : Henry Djanik) : le docteur
- Dudley Foster (VF : Claude D'Yd) : l'agent de la Gestapo dans le bureau de Müller
- Ian Colin (VF : José Squinquel) : le colonel Heitz

## Autour du film
- Ce film est très librement inspiré de la vie du colonel Alexander P. Scotland (en), un officier de renseignements britannique.